# شريط أبيض

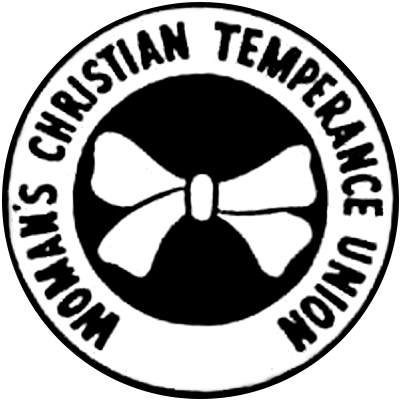
شعار اتحاد الاعتدال النسائي المسيحي (WCTU) هو القوس الشريطي الأبيض ، الذي يمثل نقاء.

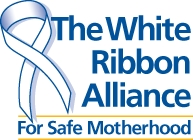
الشريط الأبيض شعار التحالف

الشريط الأبيض هو شريط توعية تستخدمه أحيانًا الحركات السياسية للإشارة إلى معتقداتها ونشرها. عادة ما يتم ارتداؤها على الملابس أو يتم تمثيلها في مصادر المعلومات مثل الملصقات والمنشورات، إلخ.
كان الشريط الأبيض هو شارة اتحاد الاعتدال المسيحي للمرأة التي أسسها فرانسيس ويلارد منذ تأسيسها في عام 1873. تدعي WCTU بأنها أقدم منظمة نسائية غير طائفية مستمرة في جميع أنحاء العالم. تم اختيار الشريط الأبيض لكونه يرمز إلى النقاء. يستخدم WCTU تقليديًا شكل العقدة بدلاً من حلقة «التذكر» الأكثر حداثة.
إن أحد أهم استخدامات الشريط الأبيض في الآونة الأخيرة هي رمزية لمكافحة العنف ضد المرأة والأمومة الآمنة وغيرها من الأسباب ذات الصلة.
كما أن لديها تقاليد عريقة في معارض الدولة والمسابقات الزراعية والبستانية المماثلة في الولايات المتحدة وكندا كشريط في المرتبة الثالثة.

## مناهضة العنف ضد المرأة وحركة العدالة بين الجنسين

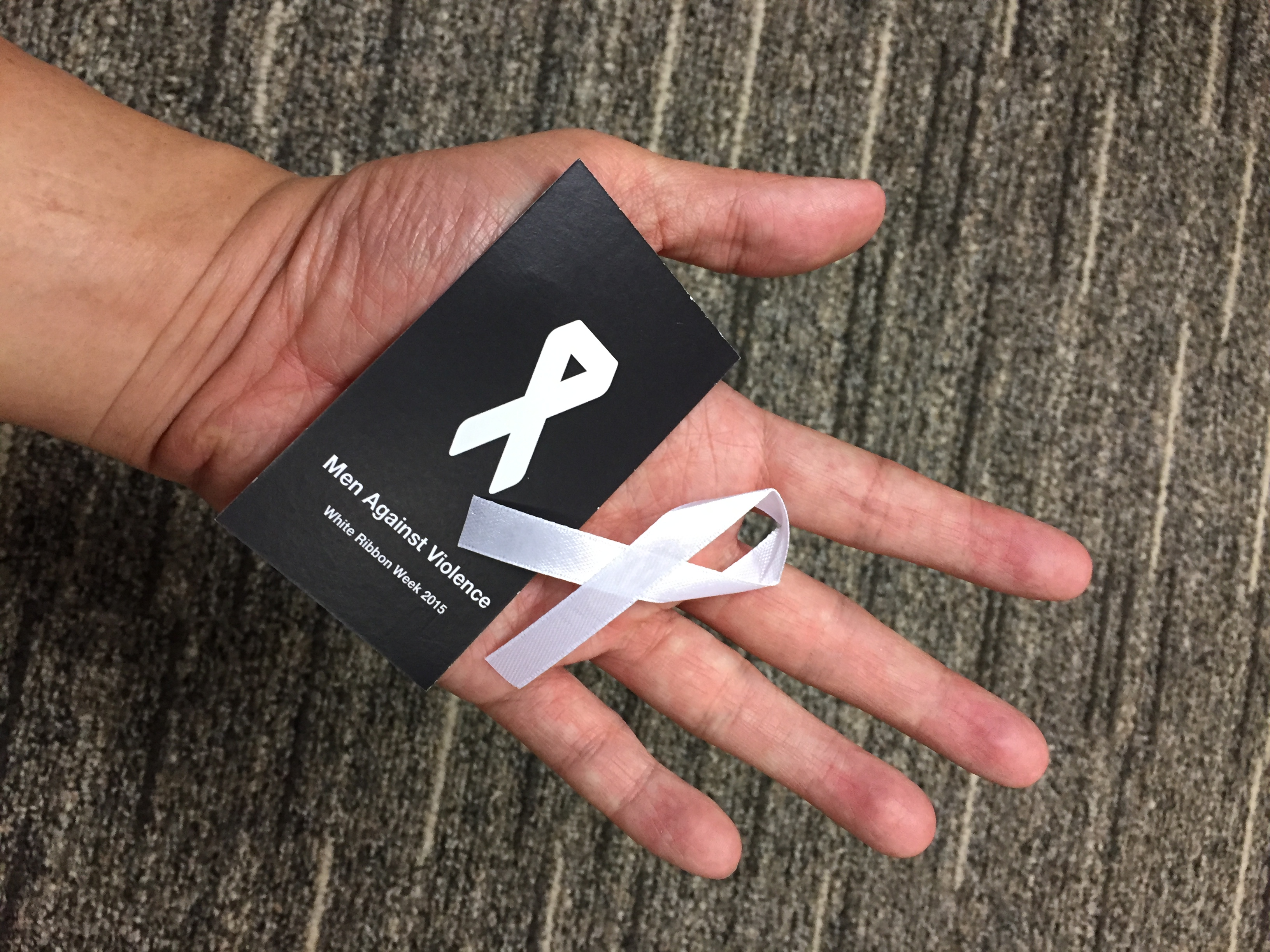
شريط أبيض قدمته جمعية النساء من أجل العمل والبحث في سنغافورة خلال أسبوع الشريط الأبيض 2015 ، وهي حملة مناهضة للعنف ضد المرأة

بعد مجزرة كلية الفنون التطبيقية في 6 كانون الأول / ديسمبر 1989، حيث قُتلت 14 امرأة على أيدي معاداة للمرأة، تشكلت الحركة الإنسانية في كندا وضمت رجالاً يرتدون الشريط الأبيض للدلالة على معارضة العنف ضد المرأة.
ظهرت حملة الشريط الأبيض (WRC) في عام 1991 فيما يتعلق بهذه الحركة وأصبحت واحدة من أكبر برامج مكافحة العنف للرجال في العالم. بدأها نشطاء، مثل مايكل كوفمان وتورونتو السياسيين مثل زعيم الحزب الديمقراطي الجديد الراحل جاك لايتون، وقد امتد الآن إلى أكثر من 57 دولة حول العالم. حيث أصبحت الآن جهد دولي من الرجال والفتيان الذين يعملون على إنهاء العنف ضد المرأة. مبدأه الأساسي هو أهمية الرجال والفتيان في التحدث ضد جميع أشكال العنف ضد المرأة. لهذا الغرض، يقدم أعضاء WRC مجموعة متنوعة من العروض وورش العمل حول العنف. في كندا، يتم تشغيل الحملة من 25 نوفمبر (اليوم الدولي للقضاء على العنف ضد المرأة) حتى 6 ديسمبر، وهو اليوم الوطني الكندي لإحياء الذكرى والعمل ضد العنف ضد المرأة. تدعم الدول الأخرى 16 يومًا من النشاط من 25 نوفمبر وحتى 10 ديسمبر، ولكن يمكن أن تحدث الحملات في أي وقت من السنة.
في عام 2014، أطلقت منظمة «صوت للرجال» whiteribbon.org كمقابلة لحملة الشريط الأبيض. متهمًا «باختطاف» الشريط الأبيض،  تعرض الموقع لانتقادات شديدة من تود مينرسون، المدير التنفيذي لحملة الشريط الأبيض، الذي وصفه بأنه «حملة مقلدة توضح وجهات نظرهم القديمة ونفيهم حول حقائق العنف القائم على النوع الاجتماعي». وفقًا للموقع، فإن الغرض منه هو تقديم وجهة نظر مفادها أن العنف المنزلي «ليس مشكلة جنسانية». يستخدم الموقع لعرض، وفقا لمجلة كوزموبوليتان، «دعاية معادية للنسوية».

## حركة السلام كيبيك
في بداية عام 2003، ظهرت في كيبيك عادة تقليدية تأثرت إلى حد كبير بجماعة الإخوان الجماعية لارتداء الشريط الأبيض لإظهار الإيمان بضرورة السلام (في الغالب في معارضة الحرب التي كانت وشيكة في ذلك الوقت في العراق). من المحتمل أن تكون جذور اختيار الشريط الأبيض هي الارتباط التقليدي للأبيض بالسلام وحملة الشريط الأبيض.

## مقاطعة الولايات المتحدة ومعارض الدولة
في المقاطعات والمعارض الحكومية في الولايات المتحدة، يشير الشريط الأبيض غالبًا إلى المركز الثالث في المسابقة.

## الاحتجاجات الروسية في 2011-2012
في روسيا، ظهر الشريط الأبيض في أكتوبر 2011 كرمز للمعارضة ومنذ الانتخابات اكتسب زخماً. قام العديد من الروس بربطها بملابسهم وسياراتهم وغيرها من الأشياء، وقد ظهر الرسم على رونيت وعلى تويتر. بحلول 10 ديسمبر، كانت قناة Dozhd التلفزيونية تعرض شريطًا أبيض بواسطة شعارها على الشاشة. مالك المحطة، Natalya Sindeyeva [Синдеева, Наталья Владимировна] وأوضح هذا باعتباره علامة على «الإخلاص»، بدلا من «الدعاية»، ومحاولة أن تكون «وسطاء» بدلا من مجرد الصحفيين. وصف NTV يوم 10 ديسمبر بأنه يوم «الأشرطة البيضاء». يبدو أن الأشرطة البيضاء التي استخدمها المتظاهرون الروس تربك فلاديمير بوتين الذي قارنهم بالواقي الذكري الذي يتم استخدامه كرمز لمحاربة الإيدز.

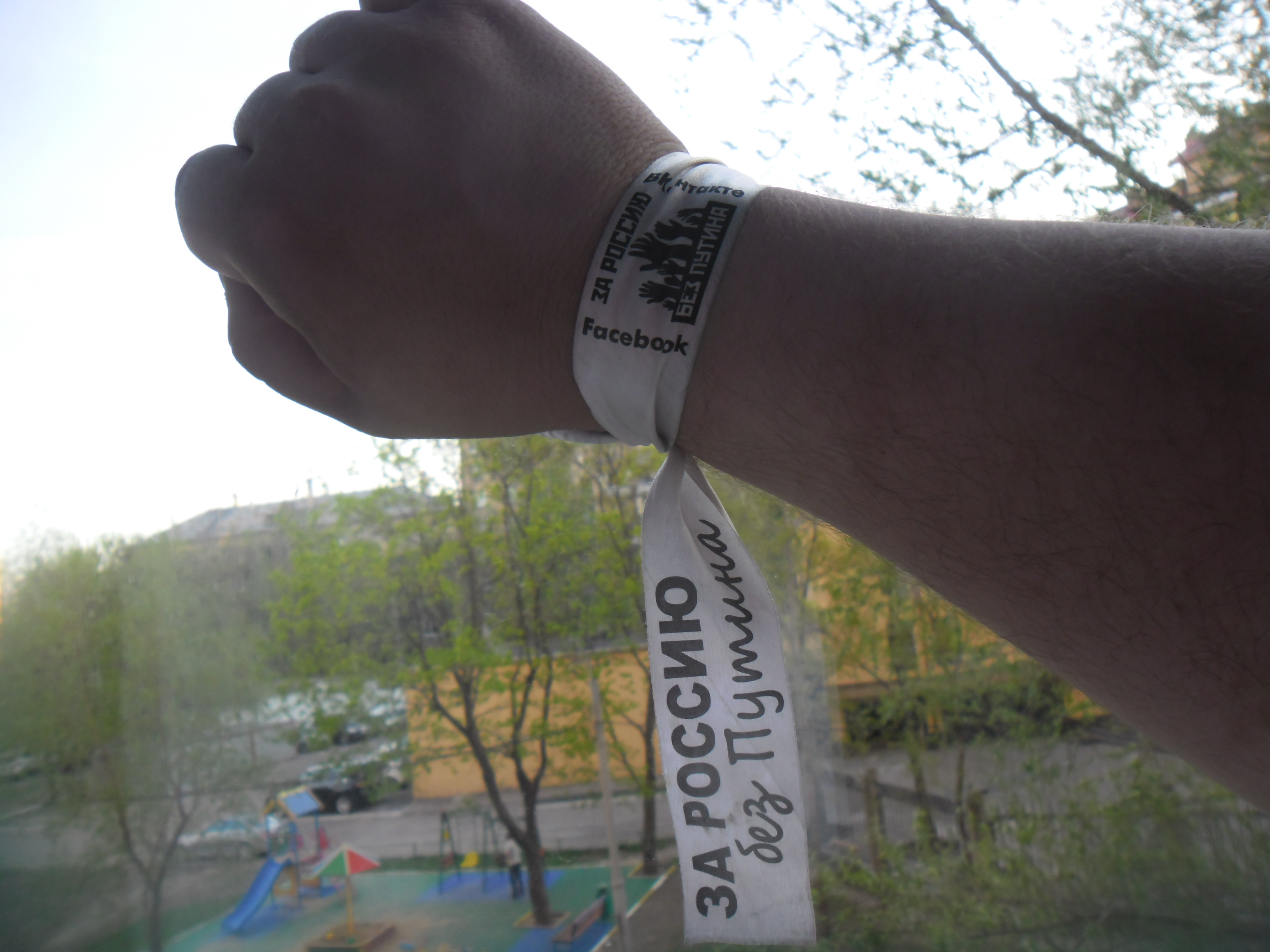
الشريط الأبيض "من أجل روسيا بدون بوتين"

## استخدامات أخرى / جنبا إلى جنب مع الألوان الأخرى
في جوائز Streamy لعام 2010، تم ارتداء شرائط بيضاء لدعم الحياد الصافي.
تُستخدم الأشرطة البيضاء للدلالة على دعم مضارعي النفس (من أشخاص لا يؤذون أنفسهم بأنفسهم)، في حين أن الأشرطة البيضاء والبرتقالية تمثل مضايقات ذاتية تحاول الإقلاع عن التدخين أو نجحت في فعل ذلك بالفعل.
يتم استخدام شرائط بيضاء للتوعية بمنع الحمل في سن المراهقة.
كما تم استخدام شرائط بيضاء للاحتجاج على المواد الإباحية للأطفال. من المفترض أن يشير الأبيض إلى حماية البراءة والنقاء.
يتم استخدام شرائط بيضاء لتعزيز الوعي بنقص المناعة المشترك الشديد (SCID) وفحص SCID حديثي الولادة. منذ عام 2001، عندما التقت العديد من عائلات SCID وجهاً لوجه لأول مرة، استخدم الشريط الأبيض كوسيلة لتعريف أنفسهم ببعضهم البعض. كان اللون الأبيض هو اللون المختار لأنه سيكرم جميع ملائكة SCID المفقودة بسبب هذا المرض الرهيب. تستمر الأشرطة البيضاء في تكريم جميع ملائكة SCID هذه وتذكير العالم بأن SCID Newborn Screening هو إرثهم.
في عام 2019، غيرت حكومة كاتالونيا الشريط الأصفر على لافتة في مبنى مقرها في برشلونة إلى شريط أبيض ردًا على الحظر الذي فرضته الحكومة الوطنية الإسبانية على أشرطة صفراء على المباني العامة نظرًا لأنه يُنظر إليها كرمز سياسي (يتم استخدامه هناك للدعوة إلى إطلاق سراح السجناء السياسيين).
- شريط
- أوقفوا العنف ضد المرأة، وهي حملة لمنظمة العفو الدولية
- رمزية بيضاء
- علم أبيض
- أبيض عقدة شريط أبيض لحركة المساواة الزواج

1. ↑  "WCTU official web site History page". 2008. مؤرشف من الأصل في 2015-07-02.{{استشهاد ويب}}:  صيانة الاستشهاد: postscript (link)
2. 1 2  Wood، Julia T. (2008). "The Rhetorical Shaping of Gender: Men's Movements in America" (PDF). Gendered Lives: Communication, Gender, and Culture (ط. 8th). Belmont, Calif.: Cengage Learning. ص. 82–103. ISBN:978-1-4282-2995-2.
3. ↑  "The White Ribbon Campaign — The Campaign". The White Ribbon Campaign. مؤرشف من الأصل في 2012-11-23. اطلع عليه بتاريخ 2009-06-03.
4. ↑  Browne, Rachel. (November 4, 2014). "Domestic violence group White Ribbon Australia in domain name dispute", سيدني مورنينغ هيرالد. Retrieved July 7, 2015. "نسخة مؤرشفة". مؤرشف من الأصل في 2016-12-03. اطلع عليه بتاريخ 2019-11-11.{{استشهاد ويب}}:  صيانة الاستشهاد: BOT: original URL status unknown (link)
5. ↑  Filipovic, Jill. (October 24, 2014). "Why Is an Anti-Feminist Website Impersonating a Domestic Violence Organization?", كوزموبوليتان. Retrieved July 7, 2015. نسخة محفوظة 10 يونيو 2019 على موقع واي باك مشين.
6. ↑  Schetzer, Alana. (November 2, 2014). "'Fake' White Ribbon website faces legal action", سيدني مورنينغ هيرالد. Retrieved July 7, 2015. نسخة محفوظة 9 يونيو 2019 على موقع واي باك مشين.
7. ↑  Minerson, Todd. (October 23, 2014). "White Ribbon Copycat Statement", حملة الشريط الأبيض. Retrieved July 7, 2015. نسخة محفوظة 23 يوليو 2017 على موقع واي باك مشين.
8. ↑  White Ribbon: About, whiteribbon.org. Retrieved July 7, 2015. نسخة محفوظة 26 أغسطس 2016 على موقع واي باك مشين.
9. ↑  Filipovic، Jill (24 أكتوبر 2014). "Why Is an Anti-Feminist Website Impersonating a Domestic Violence Organization?". كوزموبوليتان. Hearst Communications. مؤرشف من الأصل في 2019-06-10. اطلع عليه بتاريخ 2014-12-06.
10. ↑  `Russia protest: White ribbon emerges as rallying symbol, BBC, retrieved 9 December 2011 نسخة محفوظة 28 سبتمبر 2019 على موقع واي باك مشين.
11. ↑  Protests barely seen on Russian TV, BBC, retrieved 9 December 2011 نسخة محفوظة 7 نوفمبر 2018 على موقع واي باك مشين.
12. ↑  Analysis: Russian TV grapples with protests, BBC, retrieved 10 December 2011 نسخة محفوظة 8 سبتمبر 2019 على موقع واي باك مشين.
13. ↑  ""Известия" (Putin Compares Protesters' Ribbons to Condoms)". Izvestia.ru (بالروسية). 15 Dec 2011. Archived from the original on 2017-05-30.
14. ↑  Nicoletti، Karen (4 ديسمبر 2010). "Streamys honor best of web series". هوليوود ريبورتر. مؤرشف من الأصل في 2010-04-15. اطلع عليه بتاريخ 2010-04-13.
15. ↑  "YouTube CEO Chad Hurley Defends Net Neutrality". TheWrap. 4 ديسمبر 2010. مؤرشف من الأصل في 2010-05-19. اطلع عليه بتاريخ 2010-04-13.
16. ↑  "SCID". مؤرشف من الأصل في 2019-05-01.
17. ↑  "President replaces yellow ribbon on government HQ with white one". Catalan News (بالإنجليزية). 21 Mar 2019. Archived from the original on 2019-03-27. Retrieved 2019-03-21.